# Israfil
 (décembre 2022).
La mise en forme du texte ne suit pas les recommandations de Wikipédia : il faut le « wikifier ».
Les points d'amélioration suivants sont les cas les plus fréquents :
- Les titres sont pré-formatés par le logiciel. Ils ne sont ni en capitales, ni en gras.
- Le texte ne doit pas être écrit en capitales (les noms de famille non plus), ni en gras, ni en italique, ni en « petit »…
- Le gras n'est utilisé que pour surligner le titre de l'article dans l'introduction, une seule fois.
- L'italique est rarement utilisé : mots en langue étrangère, titres d'œuvres, noms de bateaux, etc.
- Les citations ne sont pas en italique mais en corps de texte normal. Elles sont entourées par des guillemets français : « et ».
- Les listes à puces sont à éviter, des paragraphes rédigés étant largement préférés. Les tableaux sont à réserver à la présentation de données structurées (résultats, etc.).
- Les appels de note de bas de page (petits chiffres en exposant, introduits par l'outil «  Source ») sont à placer entre la fin de phrase et le point final[comme ça].
- Les liens internes (vers d'autres articles de Wikipédia) sont à choisir avec parcimonie. Créez des liens vers des articles approfondissant le sujet. Les termes génériques sans rapport avec le sujet sont à éviter, ainsi que les répétitions de liens vers un même terme.
- Les liens externes sont à placer uniquement dans une section « Liens externes », à la fin de l'article. Ces liens sont à choisir avec parcimonie suivant les règles définies. Si un lien sert de source à l'article, son insertion dans le texte est à faire par les notes de bas de page.
- La présentation des références doit suivre les conventions bibliographiques. Il est recommandé d'utiliser les modèles {{Ouvrage}}, {{Chapitre}}, {{Article}}, {{Lien web}} et/ou {{Bibliographie}}. Le mode d'édition visuel peut mettre en forme automatiquement les références.
- Insérer une infobox (cadre d'informations à droite) n'est pas obligatoire pour parachever la mise en page.

Pour une aide détaillée, merci de consulter Aide:Wikification.
Si vous pensez que ces points ont été résolus, vous pouvez retirer ce bandeau et améliorer la mise en forme d'un autre article.

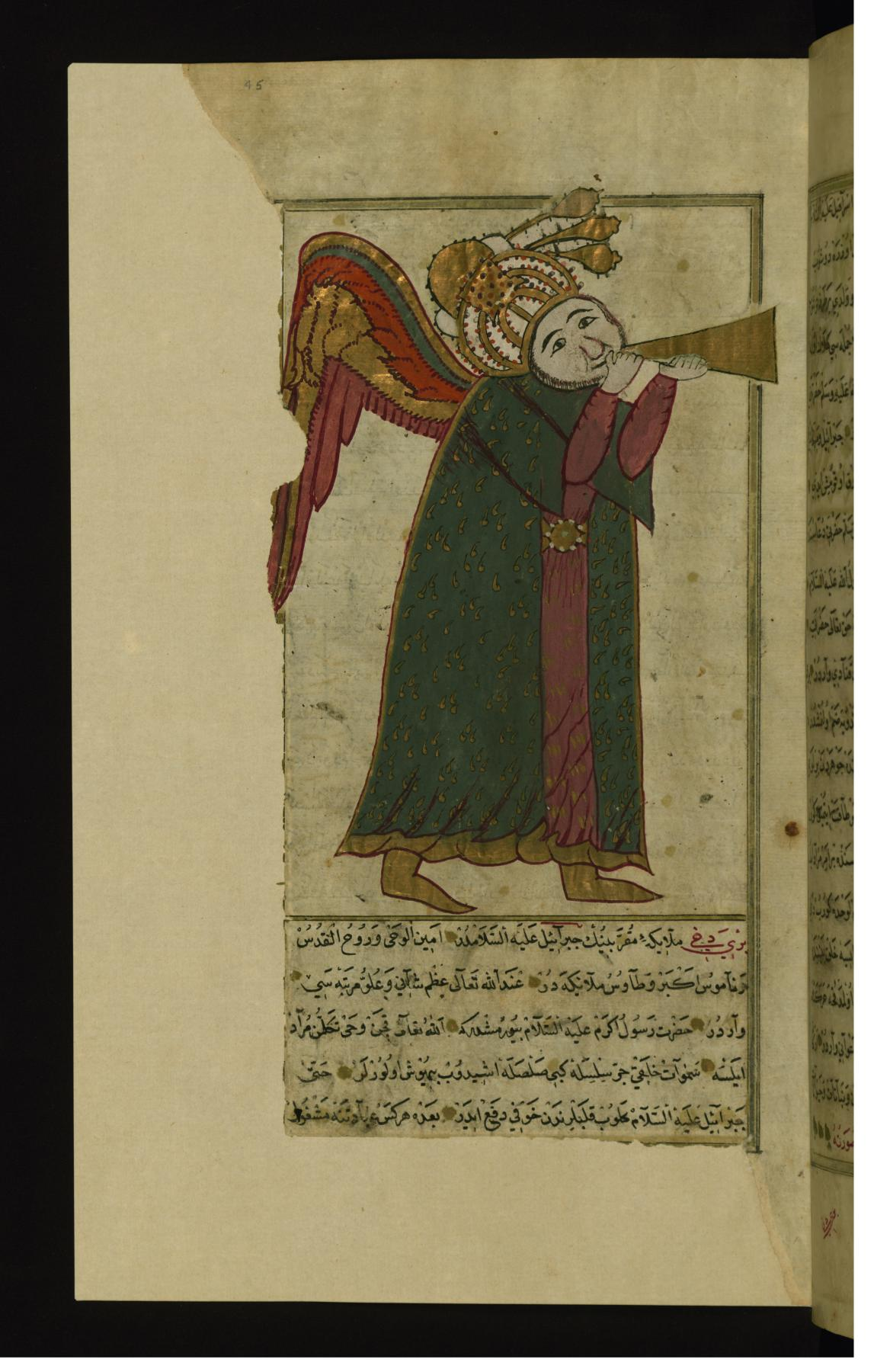
L'Ange Israfil, Muhammad ibn Muhammad Shakir Ruzmah-'i Nathani

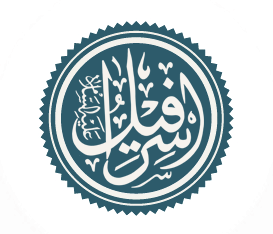
Israfil dans la calligraphie islamique

Israfil (en arabe : إِسْـرَافِـيْـل , Isrāfīl ; ou Israfel) est l'ange qui souffle dans la trompette pour signaler al-Qiyamah (le Jour du Jugement),. Bien que sans nom dans le Coran, il est l'un des quatre archanges islamiques, avec Mīkā'īl, Jibrā'īl et Azrā'īl.
On pense qu'Israfil sonnera de la trompette d'un rocher sacré à Jérusalem pour annoncer le jour de la résurrection. Il est généralement considéré comme le pendant de l'archange judéo-chrétien Raphaël, [réf. nécessaire].

## Dans la tradition religieuse
Bien que le nom Israfil n'apparaisse pas dans le Coran, on mentionne à plusieurs reprises un ange-trompette sans nom supposé identifier cette figure, comme dans la sourate 39 :
Sourate 39 Verset 68
وَنُفِخَ فِى ٱلصُّورِ فَصَعِقَ مَن فِى ٱلسَّمَٰوَٰتِ وَمَن فِى ٱلْأَرْضِ إِلَّا مَن شَآءَ ٱللَّهُ ثُمَّ نُفِخَ فِيهِ أُخْرَىٰ فَإِذَا هُمْ قِيَامٌ يَنظُرُونَ
39:68 - Et on soufflera dans la Trompe (le Cor), et voilà que tous ceux qui seront dans les cieux et ceux qui seront sur la terre seront foudroyés (inconscients), sauf ceux qu’Allah voudra [épargner]. Puis on y soufflera, et les voilà (qu’ils se mettront) debout à regarder.
Dans la tradition islamique, on dit qu'il a été envoyé avec les trois autres archanges islamiques pour ramasser la poussière des quatre coins de la terre, bien que seul Azrael ait réussi cette mission. C'est à partir de cette poussière qu'Adam a été formé.
Israfil a été associé à un certain nombre d'autres noms angéliques n'appartenant pas à l'Islam, y compris Uriel, Sariel et Raphaël.
Certaines sources indiquent que, Israfil, créé au commencement des temps, possède quatre ailes, et est si grand qu'il peut atteindre de la terre aux piliers du ciel. Un Bel ange qui est un maître de la musique, Israfil chante des louanges à Dieu dans mille langues différentes, dont le souffle est utilisé pour insuffler la vie à une multitude d'anges qui ajoutent aux chants eux-mêmes. En raison de sa belle voix, il est aussi le Muezzin des gens du ciel.
Selon les traditions sunnites rapportées par l'imam Al-Suyuti, le Ghawth ou Qutb, est quelqu'un qui a un cœur qui ressemble à celui de l'archange Israfil, ce qui signifie la hauteur de cet ange. Les suivants en rang sont les saints connus sous le nom de Umdah ou Awtad, parmi lesquels les plus hauts ont leur cœur ressemblant à celui de l'ange Michael, et le reste des saints de rang inférieur ayant le cœur de Jibreel ou Gabriel, et celui prophètes précédents avant Muhammad. On pense que la terre a toujours l'un des Qutb.
Israfil est mentionné dans un hadith comme l'ange le plus proche de Dieu, dépeint comme un ange à quatre ailes, qui sert d'intermédiaire entre les commandements de Dieu et les autres archanges.
Quelques rapports supposent qu'Israfil avait rendu visite à Muhammad avant Gabriel.

## Dans l'occultisme du XIXe siècle
Israfil apparaît dans la tradition cabalistique ainsi que dans l'occultisme du XIXe siècle. Il a été référencé dans le titre du Liber Israfel d'Aleister Crowley (anciennement Liber Anubis), un rituel qui, dans sa forme originale, a été écrit et utilisé par les membres de l'Aube Dorée. Il s'agit d'un rituel conçu pour invoquer le dieu égyptien, Thoth, la divinité de la sagesse, de l'écriture et de la magie qui occupe une place importante dans l'Hermetica attribuée à Hermès Trismégiste sur laquelle s'appuient les praticiens modernes de l'alchimie et de la magie cérémonielle.

## Dans l'art et la littérature
- Israfil est le sujet et le titre d'un poème d'Edgar Allan Poe, utilisé pour l'effet exotique du nom :

Dans le ciel un esprit habite
Dont les cordes du cœur sont un luth ;
Aucun ne chante aussi sauvagement que l'ange Israfel, Et les étoiles vertigineuses (comme le disent les légendes)
De sa voix, toute muette.

- Inspiré par ce qui précède, Israfel est le titre de la biographie de Poe de Hervey Allen en 1926.
- Israfil est mentionné dans la deuxième symphonie de Lou Harrison, Elegiac, dans les premier et troisième mouvements (chacun intitulé "Tears of the Angel Israfel"). Harrison écrit qu'Israfil est l'ange de la musique et qu'il «se tient les pieds et la tête au soleil. Il sonnera la dernière trompette. Six fois par jour, il regarde en enfer et est tellement convulsé de chagrin que ses larmes inonderaient la terre si Allah n'arrêtait pas leur flot »[12].
- Israfil apparaît comme un personnage dans le livre Heavenly Discourse de CES Wood .
- Israfil est un personnage de la série de livres de Remy Chandler - en particulier le livre A Kiss Before the Apocalypse - de Thomas E. Sniegoski . Dans cette série, il joue le rôle de l'Ange de la mort.
- Israfel apparaît dans le poème de Marian Osborne, "The Song of Israfel".
- Israfil est mentionné dans le poème de Kazi Nazrul Islam "Bidrohi"[13] :
- Israfel est nommé et vu dans le manga et l'animé Neon Genesis Evangelion. Il cherche à retrouver Lilith pour provoquer un Troisième Impact.

Modèle:Verse translation
আমি ইস্রাফিলের শিঙ্গার, মহা হুঙ্কার
Je suis le puissant rugissement du clairon d'Israfil.

## Voir également
- Les anges dans l'islam
- Séraphiel
- Séraphin
- Eschatologie
- Résurrection